# Kybele
Kybele eller Cybele (latin Magna Mater, den store moder). Hun var den frygiske modergudinde fejret med orgiastiske riter i bjergene i det centrale og vestlige Anatolien og datter af den frygiske himmelgud og jordgudinde; født som hermafroditten Agdistis, der, efter at være kastreret af guderne, blev til gudinden Kybele. I Pausanias' version af myten identificeres den frygiske himmelgud med Zeus.  Pausanias så i Delfi en sten af moderat størrelse, der hver dag blev salvet; og dækket med nyklippet fåreuld ved hver højtid. Lokalbefolkningen mente, stenen var den, Kybele gav til Saturn, så han åd den i stedet for sin søn, spædbarnet Jupiter, som Saturn kastede op igen. 
Kybele havde en række fællestræk med andre af oldtidens frugtbarhedsgudinder som Astarte, Ishtar, Gaia, Afrodite, Rhea og Artemis. I Lilleasien fandtes der en lang række kultsteder, som primært lå på eller tæt ved et bjerg. Den mest fremtrædende helligdom var ved Pessinus ved Didymonbjerget, hvor den centrale kultgenstand var en meteorit. Også i Kybeles helligdom på Kreta fandtes en meteorit. Den ældste omtale af en meteorit skyldes filosoffen Pythagoras, der i 550 f.Kr. besøgte helligdommen. 
Kybeles præster var eunukker og kaldtes korybanter. Ypperstepræsten bar sædvanligvis titlen Attis, navnet på hendes elsker i myterne. Sammen med Attis blev Kybele tilbedt i vilde, følelsesladede, blodige, orgielignende renselsesceremonier, akkompagneret af vilde skrig og en infernalsk blanding af trommer, fløjter og bjælder.

## Kybele i Athen
Efter at grækerne koloniserede Lilleasien, spredte kulten sig, dog ikke modstandsløst. Da en af Kybeles præster forsøgte at indføre kulten i Athen, blev han myrdet. Men senere blev byen ramt af pest; og da athenerne rådførte sig med et orakel (sandsynligvis oraklet i Delfi), fik de besked om at bygge et tempel for Kybele. 

## Kybele i Rom
Kybele blev en af de mest populære guddomme, romerne importerede. I 205 f.Kr. under den anden puniske krig hærgede Hannibal byer og landsbyer i Italien og nærmede sig Rom. Da meteorregn, misvækst og hungersnød syntes at spå om et romersk nederlag, greb det romerske senat, som altid i krisetider til de sibyllinske bøger, en samling profetier, der anførte, at skulle en fjende indtage Italien, kunne den kun bekæmpes, hvis tilbedelsen af "Ida-bjergets mor" blev bragt til Rom. Da romerne kendt Kybele under titlen Magna Mater deorum Idaea, kunne spådommen passe på hende. For en sikkerheds skyld sendte de alligevel en delegation til oraklet i Delfi. En aftale blev indgået med Filip 5. af Makedonien, der tillod romerne at hente både statuen og den sorte meteoritsten, der repræsenterede Kybele, til Rom .  Kort efter deres ankomst til Rom 4. april 204 f.Kr førte Hannibal mirakuløst nok sine tropper tilbage til Karthago for at forsvare byen mod en romersk invasion. 
Omstændighederne omkring Kybeles ankomst til Rom er dog uklare: Varro hævder, at Kybele kom fra Pergamon, mens Ovid i sit værk Fasti hævder, at hun kom direkte fra bjerget Ida, mens Livius mener, hun kom fra Pessinus i Galatien. De er heller ikke enige om, hun ankom som en hellig sten, en meteorit, eller i sin egen skikkelse med murkrone og omgivet af løver; eller om hun blev landsat i havnen Ostia eller i selve Rom. Som det var anbefalet både af de sibyllinske bøger og oraklet i Delfi, blev gudindens billede og kult installeret på Palatinerhøjen,  hvor man rejste et tempel til hende i 191 f.Kr. Bevægelsen blev anerkendt som statskult i kejser Claudius' regeringstid (41-44). Kybeles tilknytning til frugtbarhed skaffede hende tilhængere også i Nordafrika og i Gallien. 
I Romerriget blev hun dyrket både i statskulten og på privatbasis i form af en mysteriereligion. Festen ludi Megalenses blev afholdt hvert år til hendes ære. Under den romerske republik og det tidlige kejserdømme blev festen fejret med eunukker i optog foran gudindens statue gennem gaderne, mens de slog på cymbaler og trommer, klædt i stærke farver og mange smykker, med håret langt og salvet med olie. Ludi Megalenses varede i seks dage fra 4. til 10. april. Der var forestillinger på væddeløbsbanen, og stykker blev opført på Palatinerhøjen foran Magna Maters tempel, især den tredje dag, 6. april. Tempeldørene stod åbne, og folk bragte gudinden moretum, en slags pålæg af fetaost, hvidløg, persille, korianderfrø, vineddike og olivenolie.  Imens strejfede hendes eunukpræster om i gaderne i farvestrålende antræk, på jagt efter almisser, og rige romere afholdt banketter. 
Kybeles præster blev på latin kaldt galli, der kan oversættes både med "haner" og "galatere"; de var opkaldt efter floden Gallus, hvis vande kunne gøre folk sindssyge, men også bidrage til deres renselse. Galli viede sig til gudinden ved at kastrere sig, sandsynligvis ved fjernelse af både penis og testikler. Først under kejser Domitian blev den praksis forbudt.  Romerne nærede stor ærbødighed for Kybele, som fik æren for sejren over Hannibal. Dertil havde Kybele frygiske rødder og kunne dermed knyttes til Troja ligesom romerne selv gennem Æneas. Hun mentes også at have frelst vestalinden Claudia Quinta fra en falsk anklage om at have brudt sit kyskhedsløfte.  Videre blev Kybele hyldet af kejser Augustus, som fik hendes tempel flyttet tæt ind til sin egen bolig på Palatinerhøjen. 
Samtidig følte romerne sig fremmed over de kastrerede, feminine præster og deres larmende fremfærd. Kybeles præster og præstinder blev holdt adskilt, deres aktiviteter begrænset til templerne, og romerske borgere måtte ikke deltage i optogene. Hverken romerske borgere eller deres slaver fik lov til at blive præster eller præstinder i kulten. Ingen, der var født som romersk borger, måtte gå klædt i stærke farver, tigge om almisser, gå på gaden sammen med fløjtespillere eller tilbede gudinden i "vilde frygiske ceremonier". Romere, som alligevel ønskede at tilbede Kybele, dannede hemmelige selskaber sodalitates, så de kunne have fælles måltider til ære for gudinden. Tidlige kristne fordømte Kybeles kult som dæmonisk. Kejser Valentinian 2. forbød den, og tillod grusomme forfølgelser af enhver, der fortsatte den. Under kejser Justinian blev ejendom beslaglagt, rituelle genstande brændt, templerne revet ned og tilhængerne enten tortureret, tvunget til selvmord eller begravet levende. I 500-tallet var kulten forsvundet. 

## Ceremonien vedAlmone
Når man i dag går fra Roms centrum til Via Appia, går man gennem San Sebastian-porten og under en jernbanebro, hvorefter man krydser en lille å, Almone,  der en gang var en sejlbar biflod til Tiberen. Da skibet med Kybele-stenen nærmede sig Rom i 204 f.Kr. standsede skibet, hvor Almone og Tiberen løb sammen. Præsterne foretog en renselsesceremoni, hvorved de vaskede stenen i Almones vande, og skibet kunne sejle videre.  For en sikkerheds skyld blev ceremonien, kaldt lavatio Matris Deum, gentaget i marts hvert år, når et optog (Kybele blev fragtet på en carpentum, en vogn med to hjul) bevægede sig fra Palatinerhøjen til stedet, hvor Tiberen og Almone flød sammen. Her badede ypperstepræsten gudernes mor - der ligesom Afrodite fra Pafos var en sort sten - og hendes tilbehør til lyden af trommer og tamburiner. Denne forårsfest forsøges genoplivet i nyere tid. 

## Kybeles halsbånd
Vestalindernes orden blev opløst, da Roms templer blev sekulariseret i 394 e.Kr.. På den tid kom vandalen Stilicho til byen med sin kone, kejser Theodosius' niece Serena. En ældre vestalinde fulgte Serena til Kybeles tempel på Palatinerhøjen, hvor gudindens statue vågede over et koldt alter, men stadig bar sine smykker som før. Henrykt gik Serena op til alteret og løste Kybeles halsbånd, som hun i stedet lagde om sin hals. Vestalinden skreg højt af skræk over denne helligbrøde og blev ført væk, mens hun øste forbandelser over generalens kone. Som enke efter Stilicho blev Serena senere kvalt på senatets ordre for at have konspireret med goterne,  og Roms sidste hedninger mente, det var Kybeles hævn, når den hals, der en gang havde båret gudindens juveler, i stedet fik lagt bøddelens reb om sig. 